# Financité
 (décembre 2013).
Financité (anciennement Réseau Financement Alternatif) est un mouvement pluraliste dont le but désintéressé est de développer la recherche, l’éducation et l’action en matière de finance responsable et solidaire afin de contribuer à une société plus juste et plus humaine.

## Activités

### Épargne solidaire
Financité développe de nouveaux outils et mécanismes financiers à caractère éthique et solidaire, incite les différents acteurs économiques à investir de manière responsable et les pouvoirs publics à prendre davantage d'actions en faveur de la finance solidaire.

### Études et analyses
Le département Recherche de Financité mène, depuis 2001, des études dans le domaine de la finance éthique et solidaire et, plus particulièrement, dans le domaine de l'investissement socialement responsable (ISR) et de l'inclusion financière (accès aux services bancaires de base et à un crédit socialement responsable).
Financité s'est associé avec Finansol et le FEBEA pour créer fin 2005 Fineurosol.

### Information et sensibilisation
Il édite notamment le Financité Magazine, trimestriel d'information tiré à près de 200 000 exemplaires et distribué avec L'Avenir.

### Participation, éducation et formation
Financité se présente comme un mouvement citoyen pour la finance responsable et solidaire fondé sur une vision commune, mais aussi sur l’idée que des engagements individuels, au détour de nos actes quotidiens doivent se traduire dans un engagement collectif pour avoir un réel impact et atteindre les objectifs visés.

### Plaidoyer
Financité interpelle le grand public sur les enjeux de la finance responsable et solidaire et promeut les positions et les demandes de son réseau auprès des institutions.
Parmi les succès deFinancité, le service bancaire universel fut adopté par le parlement en Belgique en 2003.

## Membres
L'assemblée générale est l'organe souverain de Financité. Elle est composée des membres des trois collèges :
1. le collège solidaire composé d’organisations (associations, fondations, mutuelles, sociétés coopératives…) qui fonctionnent toutes sur des bases démocratiques, dans un esprit de coopération et dans le respect de la loi pour réaliser des projets qui offrent une plus value sociétale. Ces membres sont bénéficiaires des produits solidaires négociés par Financité[5] ;
2. le collège institutionnel, composé de personnes morales et d’associations de fait, autres que celles du collège solidaire, qui désirent exprimer leur engagement en faveur de la finance éthique et solidaire mais ne bénéficient pas des commissions générées par les produits financiers solidaires négociés par Financité[6] ;
3. le collège citoyen composé de personnes physiques qui désirent exprimer leur engagement citoyen dans le domaine financier.

## Adhésions
Financité est membre de l'Association internationale des investisseurs en économie sociale (INAISE) créé à Barcelone en 1989. Il est également membre du réseau européen de la microfinance (EMN).